# Benjamin Henry Latrobe

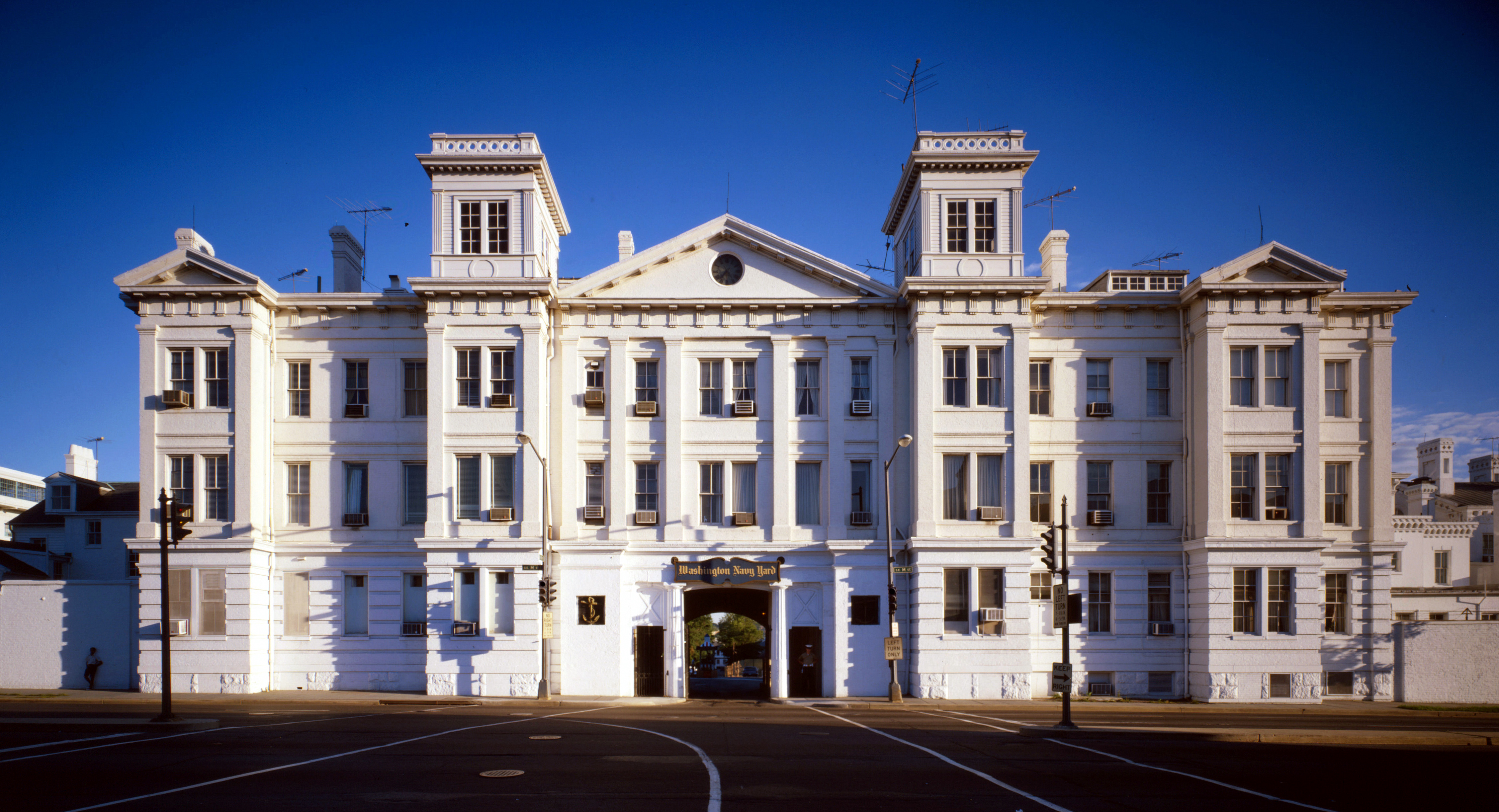
Latrobe Gate.

Benjamin Henry Boneval Latrobe (1º de maio de 1764 - 3 de setembro de 1820) foi um arquiteto ianque nascido britânico melhor conhecido por desenhar o Capitólio dos Estados Unidos, bem como seu desenho da Basílica de Baltimore, a primeira Catedral Católica construída nos Estados Unidos.

## Biografia
Era filho do reverendo Benjamin Latrobe e Anna Margaretta Antes. Com 12 anos foi enviado para Niesky a fim de estudar, e com 18 anos iniciou a viajar pela Alemanha, e então ingressou no exército da Prússia. Depois de servir fez o Grand Tour europeu, e tornou-se fluente em várias línguas. Em 1784 estava na Inglaterra novamente, e começou a aprender engenharia e arquitetura com John Smeaton e S.P. Cockerell. Foi indicado Supervisor de Obras Públicas de Londres em 1790 e no ano seguinte partiu para uma carreira privada, recebendo várias encomendas. No mesmo ano casou com Lydia Sellon, tendo dois filhos. No nascimento de seu terceiro filho, a esposa morreu. Então sua situação financeira se tornou difícil, ele teve um colapso nervoso e decidiu emigrar para a América.
Chegou à Virginia em 1796 depois de uma viagem cheia de problemas, passado fome. Logo recebeu a encomenda de construir a William Pennock House, e se tornou amigo do sobrinho de George Washington, conhecendo outras figuras eminentes. Sua primeira grande obra nos Estados Unidos foi a penitenciária de Richmond, que incluía muitas características inovadoras, seguindo os ideais de reforma social de Thomas Jefferson. Também reformou a antiga mansão do governador da Virginia, Sir William Berkeley. Depois de um ano estava esgotado e sentindo-se solitário. Por conselho de Giambattista Scandella mudou-se para a Filadélfia, onde apresentou o projeto de uma nova sede para o banco local, mas a cidade estava agitada pela política e não pareceu acolhedora. Voltou a Virginia e ali permaneceu até 1798, quando o presidente do Banco da Filadélfia o convocou para realizar o projeto, que se tornou o primeiro prédio da Renascença Grega nos Estados Unidos. Fixando-se ali, ingressou na American Philosophical Society, onde fez muitos amigos e contribuiu com vários estudos. Depois de construir vários projetos bem sucedidos, sua reputação estava consolidada.
Então estreitou seus laços com Jefferson e colaborou com ele no projeto da Universidade da Virgínia, que hoje é Patrimônio Mundial. Jefferson também o indicou como Supervisor dos Edifícios Públicos dos Estados Unidos, e passou muito dos próximos catorze anos trabalhando em projetos em Washington, D.C. Nessa função ele detinha poder sobre todos os arquitetos do país que estavam a serviço do governo. Ao contrário de Jefferson, Latrobe estimava a arquitetura grega mas não a romana, considerando-a rústica e confusa. Disse que "os dias da Grécia podem ser revividos nas terras da América, e Filadélfia se tornará a Atenas do mundo ocidental". Assim sua influente posição direcionou o Neoclassicismo norteamericano para a arquitetura grega, a ponto de toda esta fase ser conhecida ali como a Renascença Grega. Também foi influenciado pela arquitetura palladiana e pelo neogótico. Mais tarde em sua vida, Latrobe trabalhou em projetos hidrográficos em New Orleans, onde faleceu vítima de febre amarela. Ele hoje em dia é lembrado por muitos como o "Pai da Arquitetura Americana".

### Obras
Entre suas obras se destacam o prédio do Segundo Banco dos Estados Unidos, a reconstrução do Capitólio a partir de desenhos de William Thornton, destruído na guerra de 1812 (e depois de Latrobe largamente modificado), a casa de Martin Brau, hoje o Museu Taft, e a Latrobe Gate